# 第32回寬仁親王牌・世界選手権記念トーナメント
第32回寬仁親王牌・世界選手権記念トーナメントは、2023年10月19日から22日まで、弥彦競輪場で開催された競輪のGI競走である。優勝賞金は3,890万円（副賞込み）。

## 決勝戦

### 競走成績
- 10月22日（日）第12レース[3][4][5][6][7]
- 誘導員…藤原憲征（新潟）[8]

| 着  | 番 | 選手名     | 齢 | 府県 | 期別 | 班 | 着差   | 上り | 決ま り手 | S/J H/B | 個人 状況 |
| --- | -- | ---------- | -- | ---- | ---- | -- | ------ | ---- | --------- | ------- | --------- |
| 1   | 3  | 古性優作   | 32 | 大阪 | 100  | S  |        | 11.4 | 捲り      |         |           |
| 2   | 1  | 佐藤慎太郎 | 46 | 福島 | 78   | S  | 1身1/2 | 11.6 | 差し      | S       |           |
| 3   | 5  | 渡部幸訓   | 40 | 福島 | 89   | 1  | 1身    | 11.6 |           |         |           |
| 3.5 |    |            |    |      |      |    |        |      |           |         |           |
| 4   | 7  | 南修二     | 42 | 大阪 | 88   | 1  | 1/2身  | 11.6 |           |         |           |
| 5   | 4  | 諸橋愛     | 46 | 新潟 | 79   | 1  | 1/4輪  | 11.3 |           |         |           |
| 6   | 6  | 河端朋之   | 38 | 岡山 | 95   | 1  | 1/2身  | 11.5 |           |         |           |
| 7   | 8  | 小松崎大地 | 41 | 福島 | 99   | 1  | 2身    | 12.1 |           | JHB     |           |
| 8   | 2  | 犬伏湧也   | 28 | 徳島 | 119  | 1  | 7身    | 12.7 |           |         |           |
| 9   | 9  | 和田健太郎 | 42 | 千葉 | 87   | 1  |        |      |           |         | 落携入    |

### 配当金額
| 1=3 | 930円 | (5) |

| 1=3=5 | 2,800円 | (12) |

| 3-1 | 1,400円 | (5) |

| 3-1-5 | 7,550円 | (21) |

| 1=3 | 960円 | (4) |

| 1=3 | 270円   | (1)  |
| 3=5 | 990円   | (15) |
| 1=5 | 1,060円 | (17) |

| 3-1 | 1,400円 | (3) |

### レース概要
最終2センターで佐藤が南をブロックした煽りで、和田が接触落車。審議対象となったが、2人共セーフと判定された。

## 特記事項
- 弥彦でのGI開催は、平原康多が制覇した第30回寬仁親王牌・世界選手権記念トーナメント以来で、同大会単独としては2年ぶり7度目（なお、次回も弥彦で開催された）。

- 今開催は、4年ぶりに入場制限が撤廃された[注 1]。

- 今大会のキャッチフレーズは「おやひこさまの光に導かれて」。

- 決勝戦後の表彰式には、4年ぶりに掲示板に乗った3人が参加。

- シリーズ全体での目標額は83億円[11]だったが、最終的には前年比98・6％の82億185万7400円[12]に留まり、目標額には達しなかった。なお、各日ごとの売上額は、初日17億5987万5800円[13]、2日目16億2231万7200円[14]、3日目19億3609万8900円[15]、最終日28億8356万5500円[16]。決勝の売上額は11億9975万6900円であった[注 2]。

### 放送関係
- 地上波中継は最終日の16:00 - 16:55に、テレビ東京《TXN系列・BSテレ東 全7局ネット》「村と春日 秋の弥彦自転車ふれあい旅 第32回寬仁親王牌・世界選手権記念トーナメント（GI）決勝戦」にて放送[17][18][19]。司会は春日俊彰（オードリー）と池谷実悠アナウンサーが担当。リポーターは中根舞美アナウンサー、中継の解説は中野浩一、実況は中川聡アナウンサーが担当。なお、地元の新潟県では前回まで弥彦開催時に中継していた新潟放送が放送を取りやめた事もあり[注 3]、放送されなかった。また、オールガールズクラシック[注 4]同様に地上波の深夜で放送されるダイジェストは放送されなかった。

- 決勝戦中継とは別に、新潟放送にて10月14日の16:00 - 17:00に事前特番を放送した。なお、番組表上は16:00 - 16:30を「Mr.シャチホコ 秋の弥彦モノマネ探訪」として、16:30 - 17:00を「KEIRINと競輪 第32回寬仁親王牌・世界選手権記念トーナメントGIに挑む 〜地元競輪選手会新潟支部所属・菊池岳仁選手[注 5]〜」として、それぞれ放送した。

### 競走データ
- S級S班は全9選手が出場予定であったが、10月11日に脇本雄太の負傷欠場が発表され[20]、8選手が出場する事になった。それに伴い、守澤太志が日本競輪選手会理事長杯に、浅井康太が特別選抜予選にそれぞれ繰り上がった。なお、新田祐大は2日目の二次予選Aで、新山響平・守澤太志・郡司浩平・松浦悠士・平原康多は3日目の準決勝で敗退となった。

- 今回がGI初優出となったのは、渡部幸訓と河端朋之。ほか、南修二が2016年の当大会以来7年ぶりのGI優出[注 6]となった。

- ビッグレース(G1・G2)において、前回の共同通信社杯から続いて優出したのは、南修二のみ。

- 前年大会の決勝にも出場していたのは、古性優作と小松崎大地の2人。

- 優勝した古性は、初日から全て1着であり、1996年の神山雄一郎以来27年ぶりに寬仁親王牌史上2人目となる完全優勝を達成した[21][注 7]。また、1997年の神山以来26年ぶりとなる、年間GI[注 8]3勝（史上6人目）と、年末のグランプリ前に年間獲得賞金2億円（史上2人目）も達成した[2][22]。

- 松本整が持つ最高齢GI優勝記録更新の期待がかかった佐藤（GIタイトルは20年ぶり）であったが、6月の高松宮記念杯に続き今回も2着となった。